# Civil 3D
Autodesk Civil 3D (dříve AutoCAD Civil 3D) je CAD/BIM aplikace společnosti Autodesk pro inženýrské stavby integrující kreslicí možnosti aplikace AutoCAD spolu s dynamickým modelem terénu, bodovým polem, koridory, parcelami, inženýrskými sítěmi, příčnými a podélnými řezy – tím maximalizuje přesnost a zvyšuje produktivitu, která je potřeba při návrhu liniových a inženýrských staveb. Mnozí také ocení možnosti návrhu dopravních staveb dle kritérií.
Autodesk Civil 3D je Windows aplikace. Aktuální verzí je Civil 3D 2025 určený pro Windows 11 a Windows 10 (64bitový). Existuje řada lokalizovaných verzí programu, mj. i verze česká, včetně českých knihoven stylů (tzv. Country Kit). Pro českou projekční praxi je k dispozici řada profesních šablon (silnice, voda, HTU) a podsestav příčných řezů pro liniové stavby.

## Funkce
Autodesk Civil 3D obsahuje 100% funkčnost AutoCADu a také funkčnost AutoCADu Map 3D.
- Projektování plošných staveb
- Projektování inženýrských sítí - kanalizačních, vodovodních, plynových
- Projektování dopravních a liniových staveb - silnice, dálnice, železnice
- Geodetické činnosti
- Modelování krajiny a zastavěného území, analýza terénu
- Hydrotechnické a ekologické stavby - říční úpravy, rybníky, přehrady, protipovodňové stavby, jezy
- Důlní, skládkové a geologické projekty
- Práce s parcelami, možnost napojení na katastr

Autodesk Civil 3D pracuje s datovými formáty DWG, DXF, DWF, DGN, LandXML, GPK, KML, SHP a podporuje online datové služby (např. WMS, WMTS) pro načítání mapových a katastrálních podkladů.